# Sagae
Sagae (寒河江市?) è una città giapponese della prefettura di Yamagata.